# Maxil·lòpodes
Els maxil·lòpodes (Maxillopoda) són una antiga classe de crustacis, caracteritzada per la reducció de l'abdomen i dels seus apèndixs. La major part de les seves espècies corresponen a les subclasses dels tecostracis (Thecostraca) i els copèpodes (Copepoda).
Aquest tàxon és parafilètic amb els Hexapoda i Xenocarida i els seus membres han estat repartits entre Multicrustacea i Oligostraca. La seva agrupació va ser per motius morfològics, però les proves moleculars l'han rebutjat.

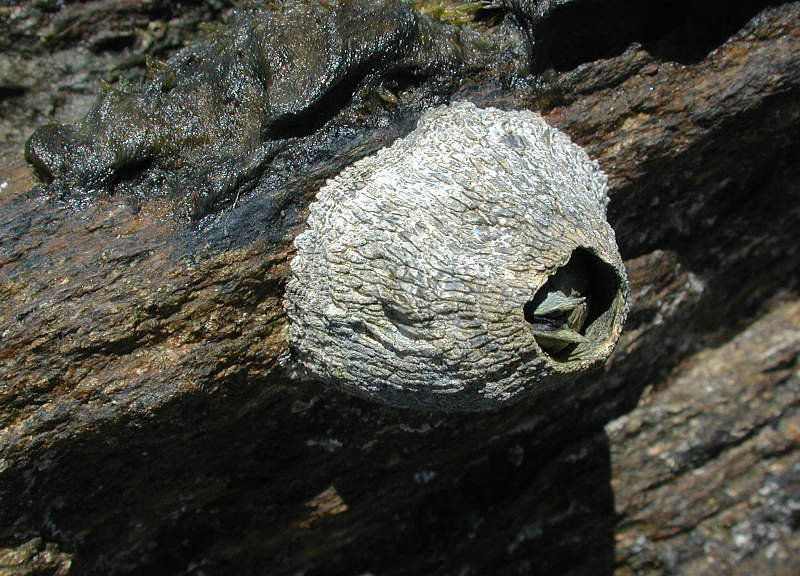
Una gla de mar (un tecostraci de la família Balanidae)